# Avengers: Infinity War
Pour les articles homonymes, voir The Avengers.
Série l'univers cinématographique Marvel
Black Panther
(2018) Ant-Man et la Guêpe
(2018)
Série Avengers
Avengers : L'Ère d'Ultron
(2015) Avengers: Endgame
(2019)
Pour plus de détails, voir Fiche technique et Distribution.
Avengers: Infinity War, ou Avengers : La Guerre de l'infini au Québec, est un film de super-héros américain réalisé par Anthony et Joe Russo, sorti en 2018.
Le film met en scène les personnages des comics Marvel créés par Stan Lee, Jack Kirby et Jim Starlin et s'appuie sur la série de comics The Infinity Gauntlet écrite par Jim Starlin et publiée en 1991 ainsi que sur le comics Infinity écrit par Jonathan Hickman et publié en 2013.
Dix-neuvième long-métrage de l'univers cinématographique Marvel et septième de la troisième phase, il fait suite à Black Panther sorti deux mois plus tôt. Tout comme Avengers (2012) et Avengers : L'Ère d'Ultron (2015), le film est un crossover entre les différentes franchises de Marvel parmi lesquelles Iron Man, Captain America, Thor, Natasha Romanoff, Spider-Man, Hulk, Ant-Man, Gardiens de la Galaxie.
Écrit par Christopher Markus et Stephen McFeely et interprété notamment par Robert Downey Jr., Chris Evans, Mark Ruffalo, Chris Hemsworth et Scarlett Johansson, le film traite de l'élimination de la moitié de la population de l'univers par le super-vilain Thanos grâce aux Pierres d'Infinité alors que l'équipe des Avengers tente de l'en empêcher. Robert Downey Jr. incarne Iron Man, Chris Evans incarne Captain America, Mark Ruffalo incarne Hulk, Chris Hemsworth incarne Thor et Scarlett Johansson incarne Black Widow.
Le film présente le père adoptif de Gamora et Nébula, Thanos. Celui-ci a commencé à recueillir les six Pierres d'Infinité : la Pierre du Pouvoir, la Pierre de l'Espace, la Pierre de Réalité, la Pierre de l'Âme, la Pierre du Temps et la Pierre de l'Esprit. Son objectif est de réunir ces six gemmes sur un gantelet doré, forgé par le nain Eitri sur Nidavellir, afin d'utiliser leur immense puissance pour effacer la moitié de la population de l'Univers afin de rétablir un certain équilibre démographique. Dans sa quête le menant sur diverses planètes, la Terre, Knowhere et Vormir, Thanos est aidé par ses enfants adoptifs : Ebony Maw (en), Cull Obsidian (en), Corvus Glaive (en) et Proxima Midnight (en). Face à cette nouvelle menace qui concerne l'Univers entier, le groupe de super-héros des Avengers, divisé depuis 2 ans, doit se reformer, et s'associer au Docteur Strange, aux Gardiens de la Galaxie et au peuple du Wakanda.
Le film a reçu des critiques positives qui l'érigent au rang de modèle des productions Marvel. Le film est également un succès auprès du public avec un total de 2,048 milliards de dollars de recettes d'exploitation, devenant le sixième plus grand succès de l'histoire du cinéma.
Il est aussi nommé à la 91e cérémonie des Oscars dans la catégorie « Meilleurs effets visuels » et à la 61e cérémonie des Grammy Awards dans la catégorie « Meilleure composition instrumentale ». Il remporte notamment un Saturn Award décerné à Josh Brolin pour son interprétation de Thanos.

## Synopsis
Une semaine après s'être emparé de la Pierre du Pouvoir sur Xandar, Thanos, à bord du Sanctuaire II, intercepte le Statesman, le vaisseau qui transporte les derniers survivants du peuple d'Asgard. Lors de l'attaque, les Asgardiens envoient un signal de détresse. Thanos pénètre dans le vaisseau asgardien avec ses enfants adoptifs : Ebony Maw, Cull Obsidian, Corvus Glaive et Proxima Midnight. La moitié des Asgardiens est tuée, et Thor est au plus mal face à la puissance de Thanos. Le Titan menace de tuer Thor avec la Pierre du Pouvoir si Loki ne lui remet pas le Tesseract, qui contient la Pierre de l'Espace. Thor croit que le Tesseract a été détruit sur Asgard, mais Loki révèle qu'il l'avait en sa possession. C'est alors que Hulk apparaît de sa cachette et combat Thanos, mais ce dernier le maîtrise facilement. Heimdall utilise ses dernières forces pour ouvrir le Bifröst et envoyer Hulk sur Terre afin de prévenir les Avengers de l'arrivée imminente de Thanos. En représailles, ce dernier tue Heimdall. Thanos se débarrasse de son armure et s'empare de la Pierre de l'Espace. Loki tente d'amadouer Thanos en lui faisant croire qu'il est de son côté et qu'il peut l'aider dans sa recherche sur Terre de deux Pierres d'Infinité (les Pierres de l'Esprit et du Temps). Il sort alors une dague face à Thanos, mais celui-ci l'arrête et le tue en lui brisant le cou sous les yeux de Thor, impuissant, avant de pulvériser le vaisseau en utilisant la Pierre du Pouvoir et de disparaître avec ses enfants en utilisant la Pierre de l'Espace.
Hulk s'écrase sur Terre, à New York, dans le Saint des Saints gardé par Docteur Strange et son assistant, Wong. Apprenant de la bouche de Banner l’arrivée imminente de Thanos, Strange sollicite l'aide de Tony Stark, alias Iron Man, qui doit bientôt se marier avec Pepper Potts. Banner explique à Stark que Thanos cherche les Pierres d'Infinité, dont la Pierre de l'Esprit qui anime Vision. Pour retrouver l’androïde au plus vite, Banner suggère de contacter Steve Rogers, ignorant que Stark et lui sont en froid depuis deux ans. Strange, porteur et gardien de la Pierre du Temps, est également une cible pour les disciples de Thanos qui attaquent New York au même moment. Peter Parker remarque l'énorme vaisseau des enfants adoptifs de Thanos flotter au-dessus des rues de la ville et enfile son costume de Spider-Man pour prêter main-forte à Stark, Banner, Strange et Wong. Tony demande à Bruce de se changer en Hulk pour affronter Cull Obsidian, un colosse, mais malgré les efforts de Banner, Hulk refuse de se montrer, traumatisé par sa défaite face à Thanos. Les cinq héros combattent Obsidian et Ebony Maw ; mais finalement, Maw parvient à capturer Strange et quitte la Terre à bord de son vaisseau, avec Iron Man et Spider-Man comme passagers clandestins. Wong retourne au Saint des Saints, et Banner contacte Rogers lui-même grâce au téléphone de Stark.
Dans l'espace, les Gardiens de la Galaxie répondent au signal de détresse du Statesman, mais ne trouvent sur place que des débris, au milieu desquels un unique survivant, Thor. Le dieu du tonnerre soupçonne Thanos d'être à la recherche de la Pierre de Réalité, qui se trouve en possession du Collectionneur, sur la colonie minière de Knowhere, mais il a une autre priorité : obtenir une arme capable de se substituer à Mjolnir et de tuer Thanos. Rocket et Groot accompagnent Thor dans sa quête vers Nidavellir.
En Écosse, Wanda Maximoff et Vision vivent une idylle, cachés du monde et des autres Avengers. Vision tente de se stabiliser avec Wanda, mais celle-ci semble en plein doute. C'est alors que Proxima Midnight et Corvus Glaive leur tendent une embuscade et les mettent en grande difficulté. Alors que la situation devient de plus en plus critique pour Vision, Steve Rogers, Natasha Romanoff et Sam Wilson interviennent pour les sauver. Gravement blessé par Natasha, Corvus Glaive prend la fuite avec sa complice.
Peter Quill, Gamora, Drax et Mantis se rendent sur Knowhere à la recherche du Collectionneur. Malheureusement, ils arrivent trop tard : Thanos est déjà là et torture le Collectionneur pour qu'il lui donne la pierre. Drax, fou de rage, veut tuer Thanos pour venger la mort de sa famille, mais c'est Gamora, fille adoptive de Thanos, qui surgit et poignarde la gorge de son père avant de s'effondrer en pleurs. Soudain, la voix de Thanos s'élève autour des Gardiens de la Galaxie : il est bien vivant, et avait simulé sa mort en utilisant la Pierre de Réalité pour piéger les Gardiens. Il capture Gamora sous les yeux de Quill qui hésite à honorer sa promesse : Gamora lui avait demandé de la tuer au cas où elle tomberait aux mains de Thanos. Quill finit par accepter de tirer sur celle qu'il aime, mais Thanos transforme aussitôt le projectile de son arme en bulles grâce à la Pierre de Réalité et disparaît avec sa fille.
Steve Rogers, Natasha Romanoff, Sam Wilson, Wanda Maximoff et Vision se rendent au quartier général des Avengers où James Rhodes tient une visioconférence avec le secrétaire d'État Thaddeus « Thunderbolt » Ross. Celui-ci s'en prend aux Avengers présents, mais Captain America le prévient qu'ils ne lui répondent désormais plus et qu'ils mettront tout en œuvre pour repousser la menace qui pèse sur Terre, et que Ross ferait mieux de ne pas se mettre en travers de leur chemin. Vision fait remarquer à Wanda que, puisque leurs pouvoirs respectifs leur viennent de la Pierre de l’Esprit, elle devra être prête à détruire la Pierre, et donc à le tuer, si nécessaire, pour éviter que Thanos ne s'en empare. Banner suggère de la retirer, considérant que la personnalité de Vision ne se résume pas qu'à la Pierre de l’Esprit et qu'il pourrait être maintenu en vie sans elle. Rogers pense alors à la technologie du Wakanda, et l'équipe part pour le royaume africain. Stark et Spider-Man, de leur côté, sauvent Docteur Strange qui se faisait torturer par Maw à bord de son vaisseau. Stark propose à Strange de prendre Thanos par surprise et de l'attaquer sur son propre terrain.
Dans le Sanctuaire II, Thanos explique à Gamora qu'il sait qu'elle connaît l'emplacement de la Pierre de l'Âme. Il confronte alors sa fille à sa sœur, Nébula, qu'il torture sous ses yeux pour que Gamora parle. Celle-ci ne tient pas longtemps et le supplie d'arrêter, en échange de quoi elle révèle que la Pierre de l'Âme se trouve sur Vormir. Pendant ce temps-là, Thor, Rocket et Groot arrivent sur Nidavellir (la forge des nains à l'origine de la création de son puissant marteau) et voient que la forge est inactive. Le seul nain survivant est Eitri, qui révèle que Thanos est venu massacrer tout le monde sauf lui, dont il a pris les mains pour qu'il ne puisse jamais forger d'arme capable de le défaire. Pendant ce temps, Nébula parvient à s'enfuir du vaisseau de Thanos et demande aux Gardiens de la Galaxie de la retrouver sur Titan, la planète de Thanos. Le vaisseau de Maw s'écrase sur Titan. Une fois sur place, Stark, Docteur Strange et Spider-Man tombent nez à nez avec Star-Lord, Drax et Mantis. Le groupe met au point un plan pour retirer à Thanos le Gantelet doré, qu'il utilise pour concentrer et utiliser le pouvoir des six Pierres d'Infinité. Strange utilise la Pierre du Temps pour voir l'avenir, et étudie les issues possibles au conflit avec Thanos. Il révèle à Stark que les Avengers, et a fortiori l'univers, ne sont vainqueurs de Thanos que dans un seul et unique scénario sur plusieurs millions de futurs possibles (14 000 605 selon Strange).
Thanos se rend avec Gamora sur Vormir et rencontre Crâne rouge, ancien ennemi de Captain America, envoyé par le Tesseract sur cette planète et devenu le gardien de la Pierre de l'Âme. L'ancien chef d'HYDRA n'est cependant pas hostile à Thanos, et lui explique qu'il va devoir sacrifier ce qu'il aime le plus dans l'univers, pour obtenir la Pierre de l'Âme et son pouvoir. Thanos, dévasté mais déterminé, jette Gamora dans le vide, la sacrifiant, et obtient la Pierre de l'Âme.
Sur Terre, les Avengers, qui étaient partis pour le Wakanda, y entrent et rencontrent T'Challa qui rassemble une armée avec les soldats des différentes tribus (y compris les Jabaris de M'Baku) et les Dora Milaje d'Okoye, en prévision de l'attaque de Thanos. Il demande à sa sœur, Shuri, d'extraire la Pierre de l'Esprit du front de Vision. Captain America retrouve aussi son vieil ami Bucky Barnes, le Soldat de l'Hiver, qui a reçu un nouveau bras bionique de la part des Wakandais.
L'armée de Thanos attaque le Wakanda, et toutes les tribus se mobilisent pour défendre le pays aux côtés des Avengers. Bruce Banner, faisant toujours face au refus de Hulk de « sortir de son corps », part au combat avec l'armure Hulkbuster  (ou Veronica), que lui et Tony Stark ont créé au cas où Hulk perdrait le contrôle de son esprit. Pour empêcher les vagues de monstres envoyées par les enfants de Thanos de prendre les Wakandais à revers et mettre Vision en danger, T'Challa prend le risque d'ouvrir en partie la barrière protectrice qui s'avérait jusque là d'une grande efficacité. Les deux camps s'affrontent dans un combat titanesque.
Sur Nidavellir, Thor parvient à réactiver la forge et à raviver le cœur de l’étoile à neutrons en son centre pour qu'Eitri fonde le métal et crée Stormbreaker, une hache redoutable qui permet à l'Asgardien de renforcer ses capacités et même d'invoquer le Bifröst.
Les Avengers et l'armée du Wakanda sont submergés. Alors que tout semble perdu, Thor, Groot et Rocket apparaissent au milieu du champ de bataille et retournent la situation. Thanos se rend sur Titan et trouve Strange, seul. Il lui explique qu'il a besoin des pierres pour sacrifier la moitié des êtres vivants de l'univers pour assurer la pérennité des survivants. Star-Lord, Drax, Mantis, Iron Man et Spider-Man attaquent par surprise et parviennent avec l'aide du Sorcier à immobiliser et à maîtriser Thanos pour lui arracher son gant. Nébula arrive au même moment, et remarque que Gamora n'est pas là. Elle en déduit que Thanos l'a tuée, ce qui fait entrer Star-Lord dans une rage folle. Il frappe Thanos, ce qui libère le Titan du contrôle exercé sur lui par Mantis. Thanos se dégage et contre-attaque immédiatement.
Au Wakanda, Wanda rejoint le champ de bataille pour contrer certaines armes utilisées par les forces de Thanos. Corvus Glaive en profite pour attaquer Vision, alors que Shuri n'a pas encore pu retirer la pierre de son front. Captain America vient au secours de Vision et combat Glaive, mais ce dernier est finalement tué par l'androïde qui lui enfonce son arme dans le cœur. Banner affronte Cull Obsidian revêtu de son armure, et le tue en le projetant contre la barrière protectrice du Wakanda. Proxima Midnight est confrontée au trio Natasha Romanoff, Wanda Maximoff et Okoye. Alors qu'elle s'apprête à tuer Black Widow, elle est finalement écrasée par l'une des armes de Thanos contre laquelle Wanda la projette. L'armée de Thanos est détruite par Thor qui s'emploie à anéantir les vaisseaux ennemis. Sur Titan, Thanos met tout le monde à terre et est sur le point d'achever Stark lorsque Strange se résout à lui donner la Pierre du Temps en échange de la vie de Stark. Thanos disparaît via un portail qu'il ouvre vers la Terre, et arrive au Wakanda pour prendre la Pierre de l'Esprit à Vision. Les Avengers retiennent Thanos autant que possible, pendant que Wanda se résout à détruire la dernière Pierre qui manque au Titan fou. Thanos réussit à mettre à terre tous les Avengers, y compris Captain America qui arrive à le ralentir quelque peu, ce qui permet à Wanda de détruire la Pierre de l'Esprit grâce à ses pouvoirs, tuant Vision dans le processus.
Cependant, la destruction de Vision n'empêche pas Thanos d'arriver à ses fins : en utilisant la Pierre du Temps, Thanos ramène l'androïde dans son état initial, lui arrache la pierre du front et complète son gantelet. C'est alors que Thor parvient à blesser Thanos au torse avec Stormbreaker. Thanos lui dit qu'il a commis une erreur en ne l'ayant pas visé à la tête et, de sa main gantée, claque des doigts, libérant le pouvoir des Pierres d'Infinité. Le Titan a une vision : Gamora, telle qu'elle était enfant, lui demande ce que lui a coûté sa quête. Il lui répond : « Tout ce que j'avais ». La vision prend fin. Sous les yeux horrifiés de Thor impuissant, Thanos ouvre un portail et y disparaît.
Thanos a atteint son but : la moitié des êtres à travers l'univers se désintègrent. Les survivants voient se transformer en poussière Bucky Barnes, Black Panther, Groot, Wanda Maximoff, Sam Wilson, Ayo et plusieurs Dora Milaje, Mantis, Drax, Star-Lord, Docteur Strange et Spider-Man, lequel disparaît en pleurs dans les bras de Tony Stark. Juste avant de mourir, Strange révèle à Stark qu' « il n'y avait pas d'autre moyen ». Les héros survivants sont désormais séparés : Nébula et Tony Stark sont toujours sur Titan, tandis que Captain America, Thor, Bruce Banner, Natasha Romanoff, War Machine, Rocket, Okoye et M'Baku se retrouvent seuls et désemparés sur le champ de bataille du Wakanda. Thanos s'éveille sur une planète éloignée et observe avec satisfaction, à l'horizon, un lever de soleil qui marque sa victoire, malgré le lourd tribut.
Scène post-générique
Nick Fury et Maria Hill, à New York, remarquent que les gens se désintègrent. Hill disparaît à son tour sous les yeux de Fury. Alarmé, il décide d'envoyer un signal de détresse avec un beeper avant de disparaître à son tour. Le signal est toutefois transmis, et la réponse arrive : le symbole de Captain Marvel s'affiche sur l'écran.

## Fiche technique
Sauf indication contraire, les informations mentionnées dans cette section peuvent être confirmées par les bases de données cinématographiques IMDb et Allociné,  présentes dans la section « Liens externes ».
- Titre original et français : Avengers: Infinity War
- Titre québécois : Avengers : La Guerre de l'infini[1]
- Réalisation : Anthony et Joe Russo
- Scénario : Christopher Markus et Stephen McFeely, 
  - d'après les personnages Marvel Comics créés par Stan Lee et Jack Kirby,
  - d'après le personnage Captain America créé par Joe Simon et Jack Kirby,
  - d'après le personnage Star-Lord créé par Steve Englehart et Steve Gan,
  - d'après le personnage Rocket Raccoon créé par Bill Mantlo et Keith Giffen,
  - d'après les personnages Thanos, Gamora et Drax créés par Jim Starlin,
  - d'après le personnage Groot créé par Stan Lee, Larry Lieber et Jack Kirby,
  - d'après le personnage Mantis créé par Steve Englehart et Don Heck,
  - s'appuyant sur la série de comics The Infinity Gauntlet créée par Jim Starlin
- Musique : Alan Silvestri
- Direction artistique : Ray Chan, Julian Ashby, Jim Barr, Thomas Brown, Jordan Crockett, Jann K. Engel, Beat Frutiger, Matthew Gatlin, Kevin Houlihan, Chris 'Flimsy' Howes, Sean Ryan Jennings, David Scott, Mike Stallion, Brian Stultz et Mark Swain
- Décors : Charles Wood (it)
- Costumes : Judianna Makovsky
- Photographie : Trent Opaloch
- Son : Dan Abrams, Tom Johnson, Mark Lindauer, Douglas Parker, Juan Peralta, Ryan Stern, Andy Winderbaum
- Montage : Jeffrey Ford (en) et Matthew Schmidt (en)
- Production : Kevin Feige
  - Production exécutive : Eduardo Sallouti (BPS, Brésil) et Nicholas Simon (Indochine)
  - Production déléguée : Jon Favreau, Stan Lee, James Gunn, Victoria Alonso (en), Louis D'Esposito (es), Michael Grillo et Trinh Tran
  - Production associée : Ari Costa, JoAnn Perritano et Jen Underdahl
  - Coproduction : Mitchell Bell
- Sociétés de production[2] : Marvel Studios et Walt Disney Pictures
- Société de distribution : Walt Disney Studios Motion Pictures
- Budget : 295 millions de $[3]
- Pays de production :  États-Unis
- Langue originale : anglais
- Format[4] : couleur (ACES) (Technicolor) - D-Cinema - 2,39:1 (Cinémascope) (Panavision) - son IMAX 6-Track | Dolby Surround 7.1 | IMAX 12-Track | Dolby Digital | Dolby Atmos | Sonics-DDP | DTS (DTS: X) | Auro 11.1
- Genre : action, aventures, fantastique, science-fiction, super-héros
- Durée : 149 minutes
- Dates de sortie[5] :
  - États-Unis : 23 avril 2018 (première mondiale à Los Angeles)[6] ; 27 avril 2018 (sortie nationale)[7] ; 3 septembre 2018 (ressortie en version IMAX)
  - France, Belgique, Suisse romande : 25 avril 2018[8],[9],[10]
  - Québec : 27 avril 2018[1]
- Classification[11] :
  - États-Unis : accord parental recommandé, film déconseillé aux moins de 13 ans (PG-13 - Parents Strongly Cautioned)[Note 9]
  - France : tous publics[12]
  - Belgique : tous publics (Alle Leeftijden)[9]
  - Suisse romande : interdit aux moins de 12 ans[13]
  - Québec : tous publics - déconseillé aux jeunes enfants (G - General Rating)[1]

## Distribution
- Chris Evans (VF : Alexandre Gillet ; VQ : Alexandre Fortin) : Steve Rogers / Nomad / Captain America
- Josh Brolin (VF et VQ : Paul Borne) : Thanos (voix et capture de mouvement)
- Robert Downey Jr. (VF et VQ : Bernard Gabay) : Tony Stark / Iron Man
- Chris Hemsworth (VF : Adrien Antoine ; VQ : Martin Desgagné) : Thor
- Zoe Saldaña (VF : Nathalie Karsenti ; VQ : Catherine Proulx-Lemay) : Gamora
- Mark Ruffalo (VF : Rémi Bichet ; VQ : Sylvain Hétu) : Bruce Banner / Hulk
- Scarlett Johansson (VF : Magali Rosenzweig ; VQ : Camille Cyr-Desmarais) : Natasha Romanoff / Black Widow
- Benedict Cumberbatch (VF : Jérémie Covillault ; VQ : Tristan Harvey) : Stephen Strange / Docteur Strange
- Tom Holland (VF : Hugo Brunswick ; VQ : Alexandre Bacon) : Peter Parker / Spider-Man
- Don Cheadle (VF : Sidney Kotto ; VQ : François L'Écuyer) : le colonel James « Rhodey » Rhodes / War Machine
- Paul Bettany (VF : Patrick Osmond ; VQ : Daniel Roy) : Vision
- Elizabeth Olsen (VF : Charlotte Corréa ; VQ : Émilie Gilbert) : Wanda Maximoff
- Bradley Cooper (voix) (VF : Alexis Victor ; VQ : Maël Davan-Soulas) et Sean Gunn (capture de mouvement) : Rocket
- Chadwick Boseman (VF : Namakan Koné ; VQ : Pierre-Yves Cardinal) : le roi T'Challa / Black Panther
- Chris Pratt (VF : David Krüger ; VQ : Philippe Martin) : Peter Jason Quill / Star-Lord
- Anthony Mackie (VF : Jean-Baptiste Anoumon ; VQ : Michel M. Lapointe) : Sam Wilson / le Faucon
- Sebastian Stan (VF : Axel Kiener ; VQ : Nicholas Savard L'Herbier) : James « Bucky » Barnes / le Loup Blanc
- Danai Gurira (VF : Géraldine Asselin ; VQ : Julie Beauchemin) : Okoye
- Vin Diesel (VF : Guillaume Orsat ; VQ : James Hyndman) : Groot (voix)
- Letitia Wright (VF : Aurélie Konaté ; VQ : Catherine Brunet) : Shuri
- Dave Bautista (VF : Serge Biavan ; VQ : Blaise Tardif) : Drax le Destructeur
- Tom Hiddleston (VF : Alexis Victor ; VQ : Frédéric Millaire-Zouvi) : Loki
- Idris Elba (VF : Frantz Confiac ; VQ : Widemir Normil) : Heimdall
- Peter Dinklage (VF : Pascal Casanova ; VQ : Daniel Picard) : le nain Eitri
- Benedict Wong (VF : Enrique Carballido ; VQ : Pierre-Étienne Rouillard) : Wong
- Pom Klementieff (VF et VQ : elle-même) : Mantis
- Karen Gillan (VF : Laëtitia Lefebvre ; VQ : Kim Jalabert) : Nébula
- Gwyneth Paltrow (VF : Barbara Kelsch ; VQ : Mélanie Laberge) : Pepper Potts
- Carrie Coon (VF : Charlotte Corréa) : Proxima Midnight (voix)
- Michael James Shaw (en) : Corvus Glaive (voix)
- Tom Vaughan-Lawlor (VF : Thierry Ragueneau ; VQ : Éloi Archambaudoin) : Ebony Maw (voix)
- Ross Marquand (VF : Féodor Atkine ; VQ : Jean-François Beaupré) : Johann Schmidt / Crâne rouge
- Terry Notary : Groot (capture de mouvement) ; Cull Obsidian / Black Dwarf (voix)
- Winston Duke (VF : Asto Montcho ; VQ : Thiéry Dubé) : M'Baku
- Benicio del Toro (VF : Boris Rehlinger) : Taneleer Tivan / le Collectionneur
- William Hurt (VF : Féodor Atkine ; VQ : Jean-Marie Moncelet) : le secrétaire d'État Thaddeus « Thunderbolt » Ross
- Kerry Condon (VF : Anne O'Dolan ; VQ : Anne-Marie Levasseur) : FRIDAY (voix)
- Jacob Batalon (VF : Pascal Nowak) : Ned Leeds
- Florence Kasumba : Ayo
- Samuel L. Jackson (VF : Thierry Desroses ; VQ : Patrick Chouinard) : Nick Fury (caméo, scène post-générique)
- Cobie Smulders (VF : Laura Blanc ; VQ : Ariane-Li Simard-Côté) : Maria Hill (caméo, scène post-générique)
- Isabella Amara (en) : Sally
- Stan Lee (VF : Jean-Claude Montalban) : un chauffeur de bus (caméo)
- Jon Favreau : Happy Hogan (en) (caméo, scène coupée)
- Kenneth Branagh : voix de l'asgardien qui envoie un message de détresse au début du film (caméo)

- Version française
  - Studio de doublage : Dubbing Brothers[14]
  - Direction artistique : Hervé Bellon
  - Adaptation : Philippe Videcoq

 Source et légende : version française (VF) sur RS Doublage Version québécoise sur Doublage.qc.ca

## Production

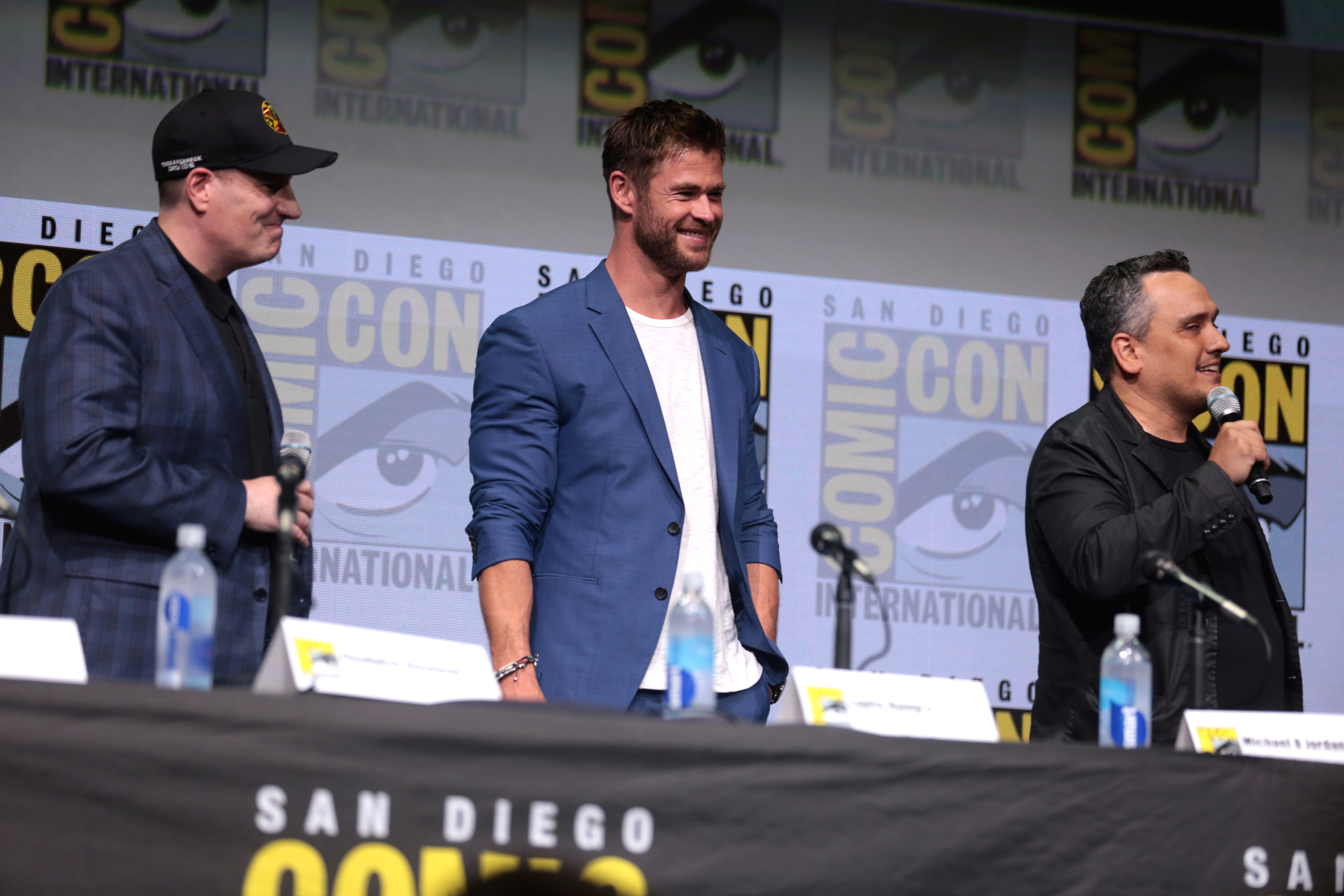
Le producteur Kevin Feige, l'acteur Chris Hemsworth et le co-réalisateur Joe Russo au San Diego Comic-Con 2017, pour la promotion du film.

### Genèse et développement
En octobre 2014, Marvel Studios annonce une suite à Avengers : L'Ère d'Ultron, qui sortira en deux parties. Avengers: Infinity War - Part 1 est alors prévue pour le 4 mai 2018 et Part 2 le 3 mai 2019,. En avril 2015, il est annoncé que les frères Anthony et Joe Russo, déjà à l’œuvre sur Captain America : Le Soldat de l'hiver et Captain America: Civil War, réaliseront les deux films. Ces deux parties seront tournées simultanément courant 2016. En 2015, Christopher Markus et Stephen McFeely signent pour écrire le scénario des deux parties.
En 2016, Kevin Feige explique finalement que seul le premier des deux films sera intitulé Infinity War. Le second film n'a alors pas de titre. Le producteur ajoute par ailleurs : « Il ne s'agit pas de deux parties d'un même film, même s'il y a une connexion entre eux, comme pour tous nos films d'ailleurs. On parle ici de deux films bien distincts, qui ont chacun leur propre histoire. C'est tout ce que je peux dire pour l'instant mais c'est évidemment inspiré de tout ce qui s'est passé avant et de tout ce qui est suggéré depuis le début ». Il a également été précisé que le réalisateur et scénariste James Gunn (Les Gardiens de la Galaxie et Les Gardiens de la Galaxie Vol. 2) aura une implication dans le film.

### Attribution des rôles
En janvier 2016, alors que les frères Russo s'occupent de la post-production du film Captain America: Civil War, ils annoncent déjà plancher sur le prochain Avengers en dévoilant avoir un tableau comprenant 67 personnages, ce qui sous-entend une grosse distribution, du jamais vu pour un film Marvel. Les présences de Robert Downey Jr., Mark Ruffalo, Chris Evans, Chris Hemsworth, Scarlett Johansson et les autres acteurs principaux des films Marvel, sont confirmées au fur et à mesure, notamment lors de la préproduction puis au début du tournage en janvier 2017.
En août 2016, alors que les rumeurs veulent la présence des Gardiens dans le film, l'acteur Vin Diesel confirme la rumeur. Ainsi, le film verra l'apparition de Chris Pratt, Zoe Saldana et Dave Bautista dans les rôles de Peter Quill / Star-Lord, Gamora et Drax le Destructeur. Vin Diesel et Bradley Cooper seront de la partie aussi pour doubler Groot et Rocket Raccoon.
En septembre 2016, c'est la présence de Stephen Strange qui est confirmée par l'acteur Benedict Cumberbatch lui-même.
En octobre 2016, l'actrice Cobie Smulders confirme sa présence au casting dans le rôle de Maria Hill, le bras droit de Nick Fury. Dans le même temps, le personnage de Wong, bras droit du Dr Strange, est également confirmé.
En janvier 2017, alors que le tournage du film a commencé, une rumeur rapporte le retour de l'actrice Liv Tyler dans le rôle de Betty Ross. La rumeur concerne également l'actrice Gwyneth Paltrow. Cette dernière est finalement effectivement de retour, au contraire de Liv Tyler. Le même mois, Tom Holland confirme la présence de son personnage dans le film après avoir convaincu les producteurs qu'il était le bon acteur pour Spider-Man. Toujours en janvier, l'acteur Peter Dinklage entre en négociation pour un rôle clé qui s'étendrait sur le quatrième film. L'actrice française Pom Klementieff est confirmée au casting dans le rôle de Mantis qu'elle tient déjà dans le film Les Gardiens de la Galaxie Vol. 2 sorti en avril 2017.
En mars 2017, une photo de tournage confirme le retour de Paul Bettany dans le rôle de Vision, rôle qui sera d'autant plus important au vu de la présence de Thanos et son désir de mettre la main sur les Pierres de l'Infini. Dans le même temps, Samuel L. Jackson confirme sa présence au casting. L'acteur Terry Notary annonce sa présence dans le rôle d'un méchant aux côtés de Thanos.
En juin 2017, l'acteur Chadwick Boseman est confirmé au casting, ainsi que la présence de Danai Gurira déjà présente dans Black Panther qui sortira en février 2018. Le film verra donc le retour de T'Challa et d'Okoye.
Concernant le méchant principal du film, l'acteur Josh Brolin reprendra son rôle de Thanos déjà tenu dans le film Les Gardiens de la Galaxie et dans une scène post-générique du film Avengers : L'Ère d'Ultron.
Alors que la présence de l'Ordre Noir est confirmée lors de la D23 expo, l'acteur Terry Notary est confirmé dans le rôle de Black Dwarf. Plus tard, c'est l'acteur Tom Vaughan-Lawlor qui annonce avoir été casté pour le rôle d'Ebony Maw.

### Tournage
Le tournage débute le 23 janvier 2017, sous le faux titre Mary Lou. Il devrait durer jusqu'en octobre-novembre 2017. Le tournage a principalement lieu dans les Pinewood Atlanta Studios, puis en Écosse (notamment à Édimbourg, Glasgow et dans les Highlands),. Le tournage se termine le 14 juillet 2017.

## Musique
Bandes originales de l'univers cinématographique Marvel
Black Panther
(2018) Ant-Man et la Guêpe
(2018)
La musique du film est composée par Alan Silvestri, déjà à l'œuvre sur Captain America: First Avenger (2011) et Avengers (2012). On peut par ailleurs entendre dans le film la chanson The Rubberband Man du groupe The Spinners, lors de l'arrivée des Gardiens de la Galaxie.
| Liste des titres | Liste des titres        | Liste des titres | Liste des titres | Liste des titres | Liste des titres | Liste des titres | Liste des titres | Liste des titres | Liste des titres |
| No               | Titre                   | Durée            |                  |                  |                  |                  |                  |                  |                  |
| ---------------- | ----------------------- | ---------------- | ---------------- | ---------------- | ---------------- | ---------------- | ---------------- | ---------------- | ---------------- |
| 1.               | The Avengers            | 0:25             |                  |                  |                  |                  |                  |                  |                  |
| 2.               | Travel Delays           | 2:43             |                  |                  |                  |                  |                  |                  |                  |
| 3.               | Undying Fidelity        | 5:05             |                  |                  |                  |                  |                  |                  |                  |
| 4.               | He Won’t Come Out       | 2:31             |                  |                  |                  |                  |                  |                  |                  |
| 5.               | We Both Made Promises   | 2:22             |                  |                  |                  |                  |                  |                  |                  |
| 6.               | Help Arrives            | 4:21             |                  |                  |                  |                  |                  |                  |                  |
| 7.               | Hand Means Stop         | 2:37             |                  |                  |                  |                  |                  |                  |                  |
| 8.               | You Go Right            | 4:26             |                  |                  |                  |                  |                  |                  |                  |
| 9.               | Family Affairs          | 3:51             |                  |                  |                  |                  |                  |                  |                  |
| 10.              | What More Could I Lose? | 3:36             |                  |                  |                  |                  |                  |                  |                  |
| 11.              | A Small Price           | 3:17             |                  |                  |                  |                  |                  |                  |                  |
| 12.              | Even for You            | 2:14             |                  |                  |                  |                  |                  |                  |                  |
| 13.              | More Power              | 4:07             |                  |                  |                  |                  |                  |                  |                  |
| 14.              | Charge!                 | 3:28             |                  |                  |                  |                  |                  |                  |                  |
| 15.              | Forge                   | 4:22             |                  |                  |                  |                  |                  |                  |                  |
| 16.              | Catch                   | 6:04             |                  |                  |                  |                  |                  |                  |                  |
| 17.              | Haircut and Beard       | 3:02             |                  |                  |                  |                  |                  |                  |                  |
| 18.              | A Lot to Figure Out     | 2:01             |                  |                  |                  |                  |                  |                  |                  |
| 19.              | The End Game            | 2:17             |                  |                  |                  |                  |                  |                  |                  |
| 20.              | I Feel You              | 2:48             |                  |                  |                  |                  |                  |                  |                  |
| 21.              | What Did It Cost?       | 2:25             |                  |                  |                  |                  |                  |                  |                  |
| 22.              | Porch                   | 0:59             |                  |                  |                  |                  |                  |                  |                  |
| 23.              | Infinity War            | 2:35             |                  |                  |                  |                  |                  |                  |                  |
| 71:36            |                         |                  |                  |                  |                  |                  |                  |                  |                  |

| Edition Deluxe Extended | Edition Deluxe Extended                   | Edition Deluxe Extended | Edition Deluxe Extended | Edition Deluxe Extended | Edition Deluxe Extended | Edition Deluxe Extended | Edition Deluxe Extended | Edition Deluxe Extended | Edition Deluxe Extended |
| No                      | Titre                                     | Durée                   |                         |                         |                         |                         |                         |                         |                         |
| ----------------------- | ----------------------------------------- | ----------------------- | ----------------------- | ----------------------- | ----------------------- | ----------------------- | ----------------------- | ----------------------- | ----------------------- |
| 1.                      | The Avengers                              | 0:25                    |                         |                         |                         |                         |                         |                         |                         |
| 2.                      | Travel Delays (Extended)                  | 2:43                    |                         |                         |                         |                         |                         |                         |                         |
| 3.                      | Undying Fidelity                          | 5:05                    |                         |                         |                         |                         |                         |                         |                         |
| 4.                      | No More Surprises                         | 4:04                    |                         |                         |                         |                         |                         |                         |                         |
| 5.                      | He Won’t Come Out (Extended)              | 3:39                    |                         |                         |                         |                         |                         |                         |                         |
| 6.                      | Field Trip                                | 3:36                    |                         |                         |                         |                         |                         |                         |                         |
| 7.                      | Wake Him Up                               | 4:04                    |                         |                         |                         |                         |                         |                         |                         |
| 8.                      | We Both Made Promises (Extended)          | 4:27                    |                         |                         |                         |                         |                         |                         |                         |
| 9.                      | Help Arrives (Extended)                   | 5:38                    |                         |                         |                         |                         |                         |                         |                         |
| 10.                     | Hand Means Stop / You Go Right (Extended) | 7:18                    |                         |                         |                         |                         |                         |                         |                         |
| 11.                     | One Way Ticket                            | 3:27                    |                         |                         |                         |                         |                         |                         |                         |
| 12.                     | Family Affairs (Extended)                 | 5:37                    |                         |                         |                         |                         |                         |                         |                         |
| 13.                     | What More Could I Lose? (Extended)        | 5:07                    |                         |                         |                         |                         |                         |                         |                         |
| 14.                     | A Small Price                             | 3:17                    |                         |                         |                         |                         |                         |                         |                         |
| 15.                     | Even for You                              | 2:15                    |                         |                         |                         |                         |                         |                         |                         |
| 16.                     | Morning After                             | 2:08                    |                         |                         |                         |                         |                         |                         |                         |
| 17.                     | Is He Always Like This?                   | 3:23                    |                         |                         |                         |                         |                         |                         |                         |
| 18.                     | More Power                                | 4:07                    |                         |                         |                         |                         |                         |                         |                         |
| 19.                     | Charge!                                   | 3:28                    |                         |                         |                         |                         |                         |                         |                         |
| 20.                     | Forge                                     | 4:22                    |                         |                         |                         |                         |                         |                         |                         |
| 21.                     | Catch                                     | 6:04                    |                         |                         |                         |                         |                         |                         |                         |
| 22.                     | Haircut and Beard (Extended)              | 3:51                    |                         |                         |                         |                         |                         |                         |                         |
| 23.                     | A Lot to Figure Out (Extended)            | 3:08                    |                         |                         |                         |                         |                         |                         |                         |
| 24.                     | The End Game (Extended)                   | 2:34                    |                         |                         |                         |                         |                         |                         |                         |
| 25.                     | Get That Arm / I Feel You (Extended)      | 4:45                    |                         |                         |                         |                         |                         |                         |                         |
| 26.                     | What Did It Cost? (Extended)              | 3:35                    |                         |                         |                         |                         |                         |                         |                         |
| 27.                     | Porch                                     | 0:59                    |                         |                         |                         |                         |                         |                         |                         |
| 28.                     | Infinity War                              | 2:35                    |                         |                         |                         |                         |                         |                         |                         |
| 29.                     | Old Tech                                  | 1:06                    |                         |                         |                         |                         |                         |                         |                         |
| 30.                     | End Credits                               | 7:31                    |                         |                         |                         |                         |                         |                         |                         |
| 116:18                  |                                           |                         |                         |                         |                         |                         |                         |                         |                         |

## Accueil

### Promotion
Une première bande-annonce est mise en ligne par Marvel le 29 novembre 2017, soit plus de 6 mois après qu'un premier teaser a été présenté exclusivement au D23 puis au Comic Con de San Diego. Elle dévoile notamment la première rencontre entre le Docteur Strange et Tony Stark, ainsi que le nouveau costume de Spider-Man (l'armure Iron Spider) créé par ce dernier.
Un nouveau teaser de seulement 33 secondes est diffusé lors du Super Bowl LII, révélant quant à lui les nouveaux boucliers de Captain America, la nouvelle armure d'Iron Man ou encore la scission en deux groupes des Gardiens de la Galaxie et de Thor.
Une seconde bande-annonce a été dévoilée le 16 mars 2018. Elle montre les Avengers s'unir avec les Gardiens de la Galaxie sur Titan, ainsi que l'armée du Wakanda et l'équipe de Captain America faisant face à Thanos et son armée. Cette bande-annonce adopte un ton encore plus sombre que les précédentes, montrant notamment Thor, Docteur Strange, Iron Man, Captain America et le Hulkbuster dépassés par les forces de Thanos, auxquelles seuls Star Lord et Spider-Man arrivent à faire face.

### Sortie
Le 13 février 2018, le ministre de la culture russe Vladimir Medinski repousse la sortie d’Avengers: Infinity War prévue le 3 mai au 11 mai afin d'offrir plus de visibilité à une production nationale sur la Seconde Guerre mondiale, Sobibor.
La date initiale de sortie aux États-Unis était fixée au 4 mai 2018. Le 1er mars 2018, Marvel annonce que la date est avancée d'une semaine, au 27 avril, afin potentiellement d'éviter la concurrence de Deadpool 2 prévu le 18 mai et Solo: A Star Wars Story prévu le 25 mai,,. Quant à la sortie dans les salles françaises, elle est fixée au 25 avril, soit deux jours avant la sortie mondiale.

### Accueil critique
Avengers: Infinity War est globalement très bien reçu par la critique internationale : 85 % des 395 critiques collectées par le site Rotten Tomatoes lui sont favorables, et il obtient un score de 69⁄100 sur le site Metacritic, pour 53 critiques recensées. Le film est également très bien accueilli en France : le site Allociné pour 21 critiques, lui attribue une moyenne de 3,4⁄5. Mais les spectateurs eux, lui attribuent une très bonne moyenne de 4,4⁄5.
Pour la rédaction du Journal du Geek, « le nouveau volet des aventures de nos super-héros préférés est un modèle du genre qui captive de la première à la dernière minute. ». Le film séduit également Le Figaro, pour qui « le résultat est passionnant, et montre qu'après une décennie d'invasion super-héroïque, il est temps de séparer le bon grain de l'ivraie [...] l'ensemble du film est empreint d'une gravité nouvelle dans l'univers Marvel. ». Télérama est plus mitigé et évoque « une fâcheuse tendance à l’inconsistance ».

### Box-office
| Pays ou région    | Box-office        | Date d'arrêt du box-office | Nombre de semaines |
| ----------------- | ----------------- | -------------------------- | ------------------ |
| États-Unis Canada | 678 815 482 $     | 13 septembre 2018          | 20                 |
| Chine             | 368 735 506 $     | 8 juillet 2018             | 8                  |
| France            | 5 141 500 entrées | 16 septembre 2018          | 19                 |
| Allemagne         | 3 457 004 entrées | 9 décembre 2018            | 33                 |
| Espagne           | 3 432 982 entrées | 18 novembre 2018           | 30                 |
| Italie            | 2 645 632 entrées | 19 août 2018               | 17                 |
| Russie            | 7 837 850 entrées | 13 janvier 2019            | 36                 |
| Total mondial     | 2 052 415 039 $   | 13 janvier 2019            | 39                 |

Le 28 avril 2018, Avengers: Infinity War démarre fort aux États-Unis devenant le second meilleur démarrage américain avec 106 millions d'USD, devant Les Derniers Jedi mais derrière Le Réveil de la Force pour son premier jour. Le 29 avril 2018, le film a récolté 257,7 millions d'USD aux États-Unis et au Canada en deux jours, où il est disponible dans 4 470 salles, et 382,7 millions à l'international, totalisant 640 millions.
Au 30 avril 2018, alors qu'Infinity War n'est sorti que depuis quelques jours en Occident et qu'il n'est pas encore sorti en Chine, le film a amassé en 5 jours 630 millions de dollars. Il bat à la fois le record de la plus grosse sortie aux États-Unis, dépassant Star Wars, épisode VII : Le Réveil de la Force (250 millions de dollars pour Infinity War contre 247 millions pour Le Réveil de la Force), et dépasse de loin le record de la plus grosse sortie mondiale, détenu jusque-là par Fast and Furious 8 (630 millions de dollars pour Infinity War contre 541 millions pour Fast and Furious). Le 5 mai 2018, Avengers: Infinity War établit un record en récoltant plus d'un milliard en 11 jours, dépassant les 975 millions de la veille et permettant au studio d'atteindre les 3 milliards d'USD, un jour plus tôt que son précédent record datant du 6 mai 2016. Le 12 mai 2018, Avengers: Infinity War récolte 15,9 millions d'USD supplémentaires lors du 15e jour en salle, atteignant les 500 millions d'USD aux États-Unis et 1,44 milliard d'USD à l'international. Le 13 mai 2018, Avengers: Infinity War récolte 200 millions d'USD lors de son weekend de sortie en Chine. Le 13 juin 2018, près un mois et demi en salles, Avengers : Infinity War atteint les 2 milliards d'USD de recettes.
En France, lors de la première séance, 10 645 billets sont vendus. Le film réalise le meilleur démarrage de la franchise pour un premier jour (record qu'il détient jusqu'à la sortie d'Avengers: Endgame en 2019) avec 405 068 entrées. En un week-end, il comptabilise 1 841 295 tickets vendus (17 645 304 $ de recettes). À la fin de la semaine, l'opus atteint 2 565 953 spectateurs. Il reste 3 semaines en tête du box-office dans le pays, comme pour Avengers: l'Ère d'Ultron en 2015, et 10 semaines dans le top 20. Avec 5 141 500 entrées comptabilisées (710 000 de plus que le précédent), le film devient le 4e film ayant vendu le plus de ticket en France en 2018. Mais il est 2e du classement des films ayant rapporté le plus d'argent avec 47 168 223 $ totalisés, dépassé de moins de 300 000 $ par le film français Les Tuche 3. Il devient le film de la franchise Avengers ayant comptabilisé le plus de recettes et d'entrées en France,.
Le film a rapporté 2,048 milliards de dollars dans le monde il est le cinquième plus grand succès de l'histoire du cinéma.

## Distinctions
Entre 2018 et 2019, le film Avengers : Infinity War a été sélectionné 125 fois dans diverses catégories et a remporté 46 récompenses,.

### Récompenses
- MTV Movie Awards 2018 :
  - Meilleur film
- People's Choice Awards 2018 :
  - Film de l'année
  - Star féminine de cinéma de l'année pour Scarlett Johansson
- Teen Choice Awards 2018 :
  - Meilleur film d'action
  - Meilleur acteur dans un film d'action pour Robert Downey Jr.
  - Meilleure actrice dans un film d'action pour Scarlett Johansson

### Nominations
- MTV Movie Awards 2018 :
  - Meilleur méchant pour Josh Brolin
  - Meilleur combat pour Scarlett Johansson, Danai Gurira et Elizabeth Olsen contre Carrie Coon
- People's Choice Awards 2018 :
  - Star masculine de cinéma de l'année pour Chris Hemsworth et Robert Downey Jr.
  - Star d'un film d'action de l'année pour Chris Hemsworth
- Teen Choice Awards 2018 :
  - Meilleur acteur dans un film d'action pour Chris Evans et Tom Holland
  - Meilleure actrice dans un film d'action pour Elizabeth Olsen et Zoe Saldana
  - Meilleur méchant au cinéma pour Josh Brolin
- Oscars 2018 :
  - Oscar des meilleurs effets visuels

## Suite
Dès l'annonce de la phase III par Kevin Feige en 2014, un quatrième film Avengers est annoncé. Dans un premier temps, il faisait office de deuxième partie à Avengers: Infinity War avant que les studios n'annoncent que l'arc narratif ne se déroulera pas sur deux films mais un seul et que Avengers 4 aura un titre différent. Cette suite est réalisée par Anthony et Joe Russo et continuera de suivre le groupe de super-héros après leur première réunion dans Avengers: Infinity War. Le tournage de cette suite est prévu de juillet à décembre 2017 pour une sortie en avril 2019.